# 贾允升
賈允升（1760年—1833年），字猷廷，号东愚，山東省黃縣（今龙口市）黄格庄贾家村人。清朝政治人物。
乾隆六十年（1795年）乙卯科三甲第六十四名進士，选翰林院庶吉士，散館授檢討。嘉慶八年，上《請除外省積弊六事疏》。官至兵部侍郎。有子賈楨、賈樾，皆進士。